# Clidemo
Clidemo (em grego Kleidemos) ou Clitademo  foi um historiador e escritor ateniense do final do século V a.C. e princípios do século IV a.C., do qual se tem notícias pelos Fragmente der griechischen Historiker (“Fragmentos dos historiadores gregos”) e por ser citado por Ateneu  e por Plutarco.

## Obra
Ateneu atribui-lhe duas obras: Atthise Exegetikós (“Tratado exegético”),  sobre as cerimônias religiosas.
Das suas obras, das quais unicamente se conhecem os títulos, a mais importante é Atthis, uma recompilação de lendas e tradições da Ática, muito estimada na sua época por ser a primeira no seu gênero. Dois outros textos, a  Protogônia, sobre a antiguidade ática, e os  Nostoi parecem ter sido parte de Atthis.